# Indonesia en los Juegos Olímpicos de París 2024
Indonesia estuvo representada en los Juegos Olímpicos de París 2024 por un total de 29 deportistas, 16 hombres y 13 mujeres, que compitieron en 12 deportes.
Los portadores de la bandera en la ceremonia de apertura fueron el ciclista Bernard Van Aert y la judoka Maryam March Maharani.

## Medallistas
El equipo olímpico indonesio obtuvo las siguientes medallas:
| Nombre                   | Deporte      | Competición  |
| ------------------------ | ------------ | ------------ |
| Oro                      |              |              |
| Veddriq Leonardo         | Escalada     | Velocidad M  |
| Rizki Juniansyah         | Halterofilia | 73 kg M      |
| Plata                    |              |              |
| —                        |              |              |
| Bronce                   |              |              |
| Gregoria Mariska Tunjung | Bádminton    | Individual F |